# Distrito electoral de Red Bud (Illinois)
Red Bud (en inglés: Red Bud Precinct) es un distrito electoral ubicado en el condado de Randolph en el estado estadounidense de Illinois. En el Censo de 2010 tenía una población de 4692 habitantes y una densidad poblacional de 50,19 personas por km².

## Geografía
Red Bud se encuentra ubicado en las coordenadas 38°11′10″N 89°57′15″O / 38.18611, -89.95417. Según la Oficina del Censo de los Estados Unidos, Red Bud tiene una superficie total de 93.48 km², de la cual 92.05 km² corresponden a tierra firme y (1.53%) 1.43 km² es agua.

## Demografía
Según el censo de 2010, había 4692 personas residiendo en Red Bud. La densidad de población era de 50,19 hab./km². De los 4692 habitantes, Red Bud estaba compuesto por el 98.23% blancos, el 0.17% eran afroamericanos, el 0.11% eran amerindios, el 0.6% eran asiáticos, el 0.09% eran isleños del Pacífico, el 0.17% eran de otras razas y el 0.64% pertenecían a dos o más razas. Del total de la población el 1.07% eran hispanos o latinos de cualquier raza.